# Gnamptogenys epinotalis
Gnamptogenys epinotalis är en myrart som först beskrevs av Carlo Emery 1897.  Gnamptogenys epinotalis ingår i släktet Gnamptogenys och familjen myror. Inga underarter finns listade i Catalogue of Life.